# Audi S1
Audi S1 – samochód osobowy niemieckiej marki Audi, który został zaprezentowany podczas Salonu Samochodowego w Genewie wiosną 2014. Nazwa S1 była wcześniej wykorzystywana przez wyścigową wersję Audi Quattro, lecz obecnie odnosi się do usportowionej odmiany miejskiego modelu A1. Pojazd jest dostępnym z jednym silnikiem – 2-litrowym, benzynowym motorem o mocy 231 koni mechanicznych. Większą moc miała jedynie limitowana edycja (333 sztuki) – A1 Quattro, dysponująca 256 KM. S1 sprzedawany jest jako trzy- i pięciodrzwiowy hatchback, wyposażony standardowo w napęd na wszystkie koła, co wyróżnia go wśród innych przedstawicieli segmentu B.

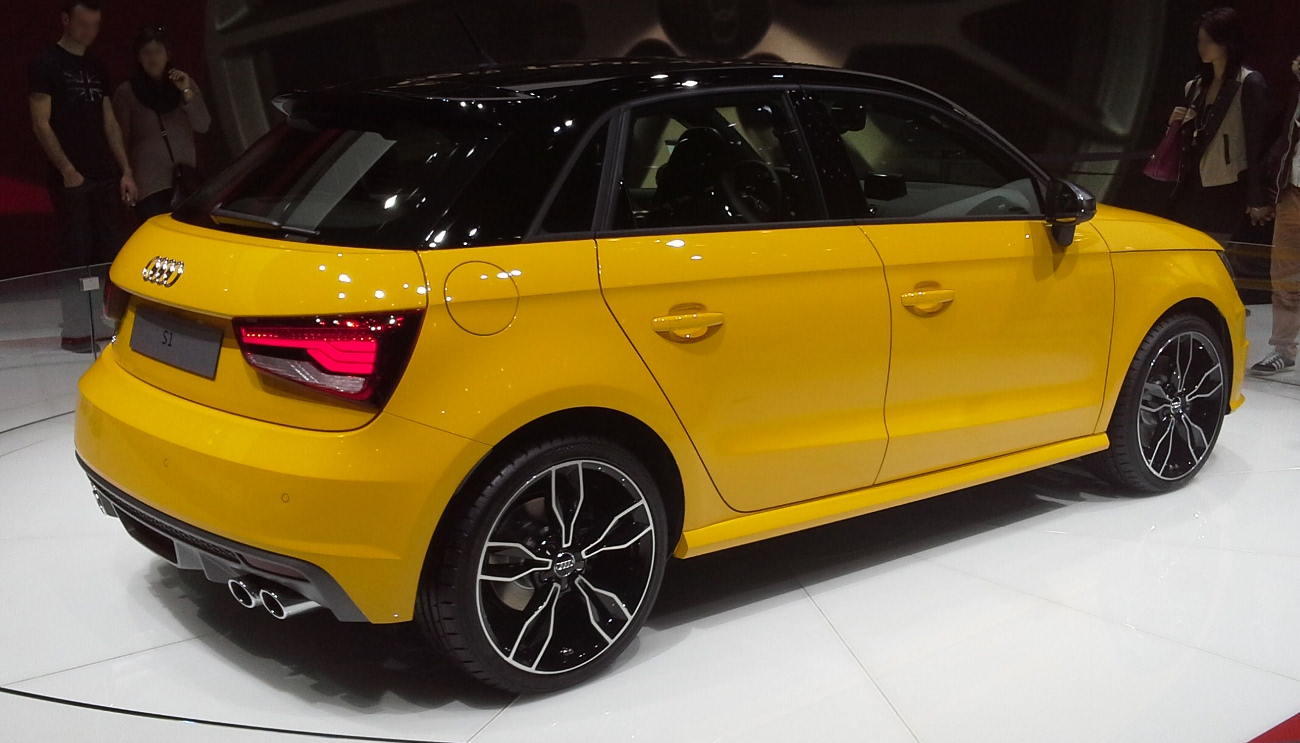
Tył Audi S1

Model S1 nie stanowi wyłącznie wyższego wariantu silnikowego czy innej wersji wyposażenia Audi A1 – zaprezentowano w nim modernizacje wprowadzone następnie do standardowego modelu. Najbardziej widoczne zmiany dotyczyły nowego projektu przednich i tylnych reflektorów oraz modyfikacji zderzaków. Standardowe wyposażenie auta obejmuje 17-calowe felgi z lekkiego stopu, system monitorowania ciśnienia w oponach, sportowe fotele z obite połączeniem skóry i tkaniny, czarną podsufitkę, czujnik deszczu i zmroku, a także automatyczną klimatyzację. Ponadto montowany seryjnie system Audi Drive Select umożliwia dobranie odpowiedniego trybu do warunków i stylu jazdy.
Podobnie jak w przypadku wszystkich modeli Audi S, również w S1 zastosowano osłony bocznych lusterek z aluminium i inne specjalne dodatki: pedały ze stali nierdzewnej, sportową skórzaną kierownicę, cztery rury wydechowe, czarny dach oraz dłuższy próg boczny. Wyposażenie bazowe obejmuje również regulację podparcia lędźwiowego odcinka kręgosłupa, komputer pokładowy i oświetlenie wewnętrzne w technologii LED. Opcjonalnie zaciski hamulców malowane są na kolor czerwony.

## Dane techniczne
|                                           | S1                     | S1 Sportback           |
| ----------------------------------------- | ---------------------- | ---------------------- |
| Okres produkcji:                          | od 03.2014             | od 03.2014             |
| Rodzaj silnika:                           | Silnik benzynowy       | Silnik benzynowy       |
| Pojemność:                                | 1984 cm³               | 1984 cm³               |
| Liczba cylindrów/zaworów:                 | 4/16                   | 4/16                   |
| Moc maksymalna [KM] ([kW]) przy obr./min: | 170 kW (231 KM)/6000   | 170 kW (231 KM)/6000   |
| Maks. moment obrotowy [Nm] przy obr./min: | 370 Nm/1600–3000       | 370 Nm/1600–3000       |
| Rodzaj napędu:                            | AWD (Quattro)          | AWD (Quattro)          |
| Skrzynia biegów:                          | 6-biegowa manualna     | 6-biegowa manualna     |
| Masa:                                     | 1390 kg                | 1415 kg                |
| Maksymalna ładowność:                     | 450 kg                 | 450 kg                 |
| Przyspieszenie, 0–100 km/h:               | 5,8 s                  | 5,9 s                  |
| Prędkość maksymalna                       | 250 km/h (ograniczona) | 250 km/h (ograniczona) |
| Zużycie paliwa na 100 km, cykl mieszany:  | 7,0–7,2 l              | 7,1–7,3 l              |
| Emisja CO2, cykl mieszany:                | 162–166 g/km           | 166–168 g/km           |
| Norma emisji spalin:                      | Euro 6                 | Euro 6                 |